# British Phosphate Commission
Pour les articles homonymes, voir BPC.
La British Phosphate Commission (BPC) était une société commerciale australienne en nom collectif responsable devant les gouvernements britannique, australien et néo-zélandais. Ce consortium formé par le Royaume-Uni, l'Australie, et la Nouvelle-Zélande en 1919 afin d'exploiter certains gisements de phosphate du Pacifique pour le bénéfice de ces trois puissances. Créée en 1919 dans le cadre du Nauru Island agreement elle procéda à l'exploitation et à l'exportation des ressources en phosphate de Nauru, de Banaba et de l'île Christmas. Ses capitaux étaient à 42 % australiens, 42 % britanniques et 16 % néo-zélandais. La compagnie a cessé ses activités en 1987[pourquoi ?].

## Activités à Nauru

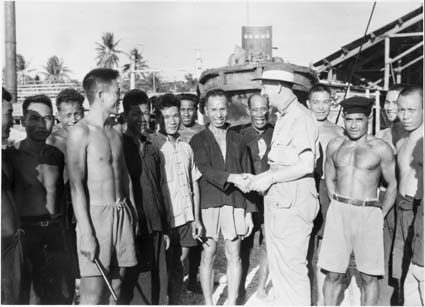
L'ingénieur chef de la BPC accueilli par des ouvriers chinois à Nauru

La BPC fit ses débuts à Nauru le 20 octobre 1920, reprenant les activités de la Pacific Phosphate Company. En 1940, les Allemands attaquèrent Nauru coulant cinq cargos dont trois appartenant à la compagnie et bombardant les infrastructures d'exploitation du phosphate. La production ne put reprendre que 10 semaines plus tard et fut interrompue de nouveau en 1942 lors de l'occupation japonaise et ce jusqu'en 1945. Elle reprit ensuite progressivement l'exploitation. En 1970, après l'indépendance de l'île survenue en 1968, les Nauruans rachetèrent l'activité minière pour 13,5 million de dollars américain et fondèrent  une compagnie nationale, la Nauru Phosphate Corporation (NPC).

## Activités à Banaba
L'activité de la BPC à Banaba (alors connue sous le nom d'Ocean Island débuta aussi en 1920 après que la compagnie eut pris une participation dans la Pacific Phosphate Company. L'activité interrompue là aussi durant la Seconde Guerre mondiale par l'occupation japonaise reprit après guerre et se termina en 1979 après que les ressources en phosphate eurent été épuisées.

## Activités à Christmas Island
En 1948, l'exploitation du phosphate auparavant aux mains de la Christmas Island Phosphate Company fut transférée à la BPC. Elle cessa ses activités dans l'île en 1981 quand un nouvel accord entre gouvernements australien et néo-zélandais octroya l'exploitation du phosphate à la Phosphate Mining Company of Christmas Island.